# Bernd Zorn

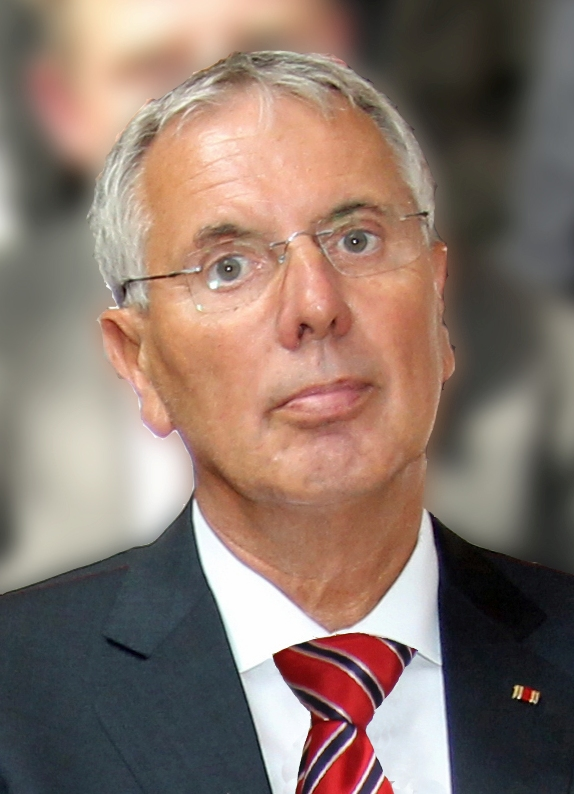
Bernd Zorn, 2012

Bernd Zorn (* 10. Juli 1952 in Stendal) ist ein deutscher Unternehmer, Maschinenbauingenieur und Mechanikermeister.

## Leben
Er studierte an der Ingenieurschule für Maschinenbau in Magdeburg ab 1975 Maschinenbau in der Fachrichtung Technologie der verarbeitenden Industrie und schloss das Studium als Diplom-Maschinenbauingenieur 1979 ab. Zusätzlich erlangte er 1981 die Titel des Mechanikermeisters und des Feinmechanikermeisters. Am 1. Januar 1981 wurde er Inhaber der Firma „Gerhard Zorn – Mechanische Werkstätten Stendal“, die seit 2008 unter dem Namen Zorn Instruments firmiert.
Bernd Zorn wirkte 1990 aktiv am Neuaufbau der Handwerkskammer Magdeburg mit und war dort lange Jahre Präsidiumsmitglied. Seit 2008 ist er Mitglied der Vollversammlung der Industrie- und Handelskammer Magdeburg und dort im Bauausschuss, Industrieausschuss und im Regionalausschuss tätig. Im selben Jahr wurde er Senator im Bundesverband der Mittelständischen Wirtschaft. Zudem war er Vorstandsmitglied und Obermeister der Metallbau-Innung der Handwerkskammer Magdeburg. Zorn ist Gründungsmitglied der Altmärkischen Bürgerstiftung Hansestadt Stendal und Botschafter der Hansestadt Stendal. An der Kammer für Handelssachen des Landgerichts Stendal fungiert er außerdem als Handelsrichter.
Für seine unternehmerischen Aktivitäten und die Innovationen seiner Firma Zorn Instruments sowie für sein ehrenamtliches Engagement wurde Bernd Zorn mehrfach geehrt. 2011 erhielt er das Bundesverdienstkreuz. 2012 durfte sich Zorn in das Goldene Buch der Hansestadt Stendal eintragen.

## Ehrungen (Auswahl)
- 1992: Ehrenurkunde für langjährige Tätigkeit als Obermeister der Metallbau-Innung[1]
- 2005: Ostdeutscher Sparkassenverband, Preis „Unternehmer des Jahres 2005“[2]
- 2006: Goldene Ehrennadel der IHK Magdeburg[3]
- 2011: Bundesverdienstkreuz am Bande[4]
- 2012: Eintrag in das Goldene Buch der Stadt Stendal[5]